# Ibi (háznagy)
| i | b | i | A1 |

| i | b | i | A1 |

Ibi szarkofágjának fedele

Ibi (vagy Aba) ókori egyiptomi hivatalnok volt a XXVI. dinasztia idején, I. Pszammetik fáraó uralkodása alatt; Ámon isteni feleségének, I. Nitókrisznak a háznagya. Viselte a „Felső-Egyiptom kormányzója” címet is, amelyet korábban Montuemhat. Pabasza követte háznagyi pozíciójában.
A thébai nekropoliszban temették el, az el-Asszaszifban lévő TT36 sírba. Szarkofágjának fedele a torinói Egyiptomi Múzeumban van kiállítva.

## Fordítás
- Ez a szócikk részben vagy egészben  az   Ibi (Egyptian Noble) című angol Wikipédia-szócikk ezen változatának fordításán alapul.  Az eredeti cikk szerkesztőit annak laptörténete sorolja fel. Ez a jelzés csupán a megfogalmazás eredetét és a szerzői jogokat jelzi, nem szolgál a cikkben szereplő információk forrásmegjelöléseként.